# مستشفيات الحياة الوطني
مستشفيات الحياة الوطني هي مؤسسة سعودية تقدم خدمات رعاية صحية، تأسست عام 1999.

## المستشفيات والمراكز التابعة
- المستشفيات:

1. مستشفى الحياة الوطني «الرياض»: تأسست بسعة 150 سرير عام 1999.
2. مستشفى الحياة الوطني «خميس مشيط»: تأسست بسعة 200 سرير عام 2006.
3. مستشفى الحياة الوطني «جازان»: تأسست بسعة 120 سرير عام 2013.
4. مستشفى الحياة الوطني «عنيزة، القصيم»: تأسست بسعة 80 سرير عام 2018.
5. مستشفى الحياة الوطني «المدينة المنورة»: تأسست بسعة 220 سرير عام 2021.

- مشاريع قيد الإنشاء:

1. مستشفى الحياة الوطني «محايل عسير»: مشروع قيد الإنشاء بسعة 200 سرير.
2. مستشفى الحياة الوطني «أبها»: مشروع قيد الإنشاء بسعة 350 سرير.
3. مستشفى الحياة الوطني «المدينة المنورة - الفرع الثاني».

## أنظر أيضاً
- المواساة للخدمات الطبية
- السعودي الألماني الصحية
- مجموعة علاج الطبية
- مجموعة الحبيب الطبية
- مجموعة أندلسية
- مجموعة مستشفيات المانع
- مجموعة العبير الطبية
- مجموعة فقيه للرعاية الصحية
- مستشفيات دله
- مستشفيات الحمادي
- الوطنية للرعاية الطبية
- قائمة المستشفيات في السعودية